# والتر بیرلی
والتر بیرلی (انگلیسی: Walter Beerli؛ زادهٔ ۲۳ ژوئیهٔ ۱۹۲۸) بازیکن فوتبال اهل سوئیس است.
از باشگاه‌هایی که در آن بازی کرده‌است می‌توان به باشگاه ورزشی یانگ بویز برن و باشگاه فوتبال لوتسرن اشاره کرد.
وی همچنین در تیم ملی فوتبال سوئیس بازی کرده‌است.